# سلودا (کشتی بخار)
سلودا (کشتی بخار) (به انگلیسی: Saluda (steamship)) یک کشتی بود.